# Евангелистичка црква у Врбасу
Евангелистичка црква у Врбасу се налази, заједно са реформаторском црквом, у самом центру града. Ове две цркве спадају у немачку заоставштину и представљају својеврсни симбол Врбаса.
Проглашена је за споменик културе Републике Србије децембра 2022. године.
На месту садашње цркве, одмах по досељењу Немаца у Врбас, 1785. године, саграђена је богомоља од дрвета. Богомоља се протезала правцем исток – запад, била је дуга 16 хвати и широка 4 хвата. (1 хват = 189 cm)
Богомоља је првобитно саграђена од дрвених греда и дасака. Већ 1794. године је била у веома лошем стању, тако да су подигнути зидови од „цигала” прављених од осушеног блата и изнова је урађен кров од трске. Године 1809. је кров пропао а око 1820. је богомоља била сасвим срушена.
Одлука о изградњи велике цркве донета је 1816. године и радови су трајали до 1820. године.
Црква је изведена као једнобродна грађевина са главним порталом оријентисаним ка североистоку изнад кога се уздиже високи звоник. Основа цркве је подељена на четири травеја са полукружном апсидом на југозападној страни. Чеоном фасадом доминира масовни ризалит над којим се налази звоник. Главни портал је фланкиран, односно утврђен на боковима, полустубовима. Изнад портала се налази широка трифора (прозорски отвор подељен на три дела) испод које је изведен лучно истурени балистрадни низ. Висока сокла је обрађена у форми псеудорустике а од декоративних елемената на фасади су вегетабилни мотиви и карактеристичан класицистички мотив вазе. Венац који дели нижу зону ризалита од зоне звоника, дубоко је истурен и богато профилисан. На самом звонику су све четири фасаде декорисане двојним пиластрима а капа звоника је изведена у духу традиције барокних цркава, али са видљивим класицистичким утицајем и опшивена лимом. Црква поседује стилске карактеристике класицизма што је типично за објекте подигнуте у првим деценијама 19. века.
На главном порталу са фронталне стране цркве налазе се два натписа. Један је на латинском а други на немачком језику. Латински натпис је хроностих, односно, велика слова бројчаном вредношћу у збиру означавају годину градње, 1820. лат. Deo psaLLe eVangeLII Werbasz pIa CarMIna–soLI, — „Саградила евангеличка црквена општина Нови Врбас 1820.” Испод натписа на латинском, исписано је готским словима:   – „Бојта се Бога, поштујте краља, волите своју браћу” 
Године 1837. сазидан је велики кор на стубовима и постављене су оргуље. Оргуље је израдио Штефан Брехт који је урадио и сатове на торњевима и евангелистичке и реформаторске цркве. Обе цркве су имале сат на торњу са механизмима повезаним подземним путем. Реформатски црквени торањ је откуцавао четврт сата а евангелистички пун сат. Исте 1837. године је изграђена и парохијска кућа.
На свештеничком месту је у врема зидања цркве био Јохан Скултети и његово службовање је трајало 33 године. Након његове смрти, 1849. године, свештеничко место је преузео Јохан Јакоб Бекер. Бекер се посветио опремању и украшавању унутрашњости цркве. Апатински мајстор Јохан Криг је 1855. обавио радове на мермеризацији и позлаћивању. Од будимпештанског сликара Карла Јакобеја је 1855. године купљена слика за олтар која приказује како Исус спасава апостола Петра на узбурканом мору, пружајући му руку. Ова слика је око деведесет година стајала на олтару цркве.
Године 1862. је довршен торањ и црква је добила типичан барокни изглед. Почетком 20. века на своду цркве је Јожеф Пехан осликао фреску Лутера на суду у Вормсу.
Црква је дуго година била ван функције, запуштена и у веома лошем стању. Тренутно се изводе радови на обнови цркве, финансирани од стране Владе Мађарске.